# 戦え!軍人くん
『戦え!軍人くん』（たたかえ ぐんじんくん）は吉田戦車作の漫画作品。若い兵士、吉田くんと周囲の人間がナンセンスギャグを繰り広げる。作中、四コマ漫画の形式をとっている部分も一部存在する。
1989年頃、スコラ刊『コミックバーガー』誌に連載された。単行本は、『甘えんじゃねえよ』他、いくつかの短編も同時収録された形で全2巻が出版された。

## 概要
架空の軍隊に所属する若き兵士、吉田くんが、当初は火星で、その後は普通の戦場で、個性的な仲間とともに軍隊生活を送るストーリーだが、実際の軍隊というよりは、戦争を題材にした映画やドラマ、あるいは日本のアニメなどで描かれるSF的軍隊がモチーフとなっており、戦闘シーンも現実味に乏しいため、「日本の高校を舞台にした学園もの」の舞台だけを戦場に置き換えたような印象も強く、いわゆる「戦争漫画」に分類されるような作品ではない。後の『伝染るんです。』の下地ともいうべき不条理ギャグも随所に見られる。但し、牧歌的な『伝染るんです。』とは異なり、死を題材にしたギャグが多く、ブラックユーモア色が濃い。『戦え!学生さん』、『いじめてくん』という2つのスピンオフ作品を生み出した。

## あらすじ
若き兵士、吉田くんが所属する軍隊は、ある日、火星人と交戦状態に突入、吉田くんも軍曹、変な奴、主婦兵士石井照美らの仲間たちとともに宇宙船窒息号で火星に出撃した。勝手の違う火星の戦場への戸惑いや、花売り娘の妨害などの困難を乗り越え、彼らは多数の火星人を虐殺し、のちに生き返った火星人たちに「良い死だった」と感謝してもらえたほどだった。火星から帰還した後も吉田くんたちの戦いは終わらない。マッドサイエンティストの司令官、しつけにうるさい双子の将軍も加わって、吉田くんの戦場生活はまだまだ続く。

## 登場人物
吉田くん
主人公。アイドルやミニスカートギャルに憧れを抱いたり、エッチな妄想にふけることもある普通の若者だが、性格はどちらかというとアバウト。絵が上手い。
石井照美
上等兵。女手一つで子供を育てる主婦兵士。家に残してきた子供のことをいつも気遣っている。
変な奴
巨大な風船のような頭部を持った謎の人物。後に意外な形で吉田くんと再会する。
軍曹
登山家のような風貌を持つ、軍人としては一番普通っぽい人物。楽天家の一面もある。
田島
男性同性愛の傾向がある兵士。
花売り娘
戦場のまっただ中で花を売り歩く謎の少女。トラブルメーカーとなるケースが多く、危険な植物を売る事もある。
死神中佐
世界中にオリンピックの聖火台を作り、そこにとまった鳩を焼き殺すのが夢という、危ない人。
司令官（少将）
軍人になる前はマッドサイエンティスト志望だったという発明家。作者のために「描きやすい兵器」を開発してあげたりもする。いじめてくんの発明者であり、スピンオフ作品『いじめてくん』の最終話には『大佐』という名前で登場する。
さとる & さとし
しつけにうるさい双子の将軍。
いじめてくん
発明家司令官が開発したロボット爆弾。スピンオフ作品『いじめてくん』では主人公を務めることになる。
ときめき少女爆弾「やさしくしてね」ちゃん
発明家司令官が開発したロボット爆弾。頭に安全装置のピンらしきものがある。淫行によって爆発する。実は司令官や吉田もこの爆弾を経験済みであるが、特に吉田は何故かこの爆弾シリーズにモテてしまい重傷を負う。また、男性型爆弾「ふんどしくん」なるものも存在する(話そのものには登場せず)。
「もう子供じゃないわ」ちゃん
発明家司令官が開発した、淫行によって爆発するロボット爆弾第2号。
「友達の家に泊まるって言ってきたの」ちゃん
発明家司令官が開発した、淫行によって爆発するロボット爆弾第3号。
みっちゃんのママ
『甘えんじゃねえよ』からのゲスト出演。愛娘、みちこ（みっちゃん）に嘘を教えることに情熱を傾けている。なお、みっちゃんとみっちゃんのパパは、ママとは別の話で1コマだけゲスト出演している。

## その他
作者は当作品のあとがきで、筆名に「戦車」と付いている上にこのようなタイトルの漫画を書いたために軍国主義者と見なされてしまい、苦悩していることを打ち明けている。作中でも、兵器を描くのが面倒くさいと述べ、兵器を描くことを好むような人間ではないことを暗に主張している。また、後にこの作品の連載を打ち切り、舞台を学校に移した『戦え!学生さん』の連載を始めている。その後も現在に至るまで、彼の作品の中に軍人や軍隊が登場したことはほとんどない。